# Distrito de Butambala
El distrito de Butambala es uno de los ciento once distritos que dan origen a la actual organización territorial de la República de Uganda. Su ciudad capital es la ciudad de Butambala.

## Localización
El distrito de Butambala está rodeado al oeste y al noroeste por el distrito de Gomba, al noreste limita con el distrito de Mityana, con el distrito de Mpigi limita por el sur y el este, mientras que por el suroeste cmparte fronteras con el distrito de Kalungu.

## Población
El distrito de Butambala cuenta con una población total de 100 840 habitantes según las cifras suministradas por el censo poblacional llevado a cabo durante el año 2014 en Uganda.